# Estoloides sordida
Estoloides sordida là một loài bọ cánh cứng trong họ Cerambycidae.